# Nyugat.hu
A Nyugat.hu szombathelyi hírportál 1999-ben indult, egyik alapítója Czeglédy Csaba. A 2002-es országgyűlési választást megelőzően a Nyugat.hu szivárogtatta ki Kövér László „köteles” beszédét, amit aztán az MSZP sikerrel ki is aknázott a kampányban.
A Nyugat.hu kiadója a Nyugat Média és Világháló közhasznú egyesület.
A portál egyben a Szombathelyi Haladás sportklub, a Falco KC Szombathely kosárlabdacsapat hivatalos oldala, és helyet ad a bball1.hu kosárlabdaportálnak. Korábban az Anima Sound System weboldala is a portálon keresztül volt elérhető.
Napi 40–50 ezer egyéni látogatóval a Dunántúl legolvasottabb hírportálja. 2020. október 24-én a saját szerkesztőségi tartalommal rendelkező országos hírportálok között a 10. helyen állt a látogatottságot illetően.
Roznár Gyöngyi főszerkesztő szerint hitvallásuk, hogy a média a mindenkori hatalmon lévőket ellenőrizze, az alul lévőket pedig segítse.